# Gare de Kyoto-Kawaramachi
La gare de Kyoto-Kawaramachi (京都河原町駅, Kyōto-Kawaramachi-eki) est une gare ferroviaire située à Kyoto au Japon. La gare est exploitée par la compagnie Hankyu.

## Situation ferroviaire
Gare terminus, Kyoto-Kawaramachi marque la fin de la ligne Hankyu Kyoto.

## Histoire
La gare est inaugurée le 17 juin 1963 sous le nom de gare de Kawaramachi.
Le 1er octobre 2019, elle est renommée gare de Kyoto-Kawaramachi.

## Service des voyageurs

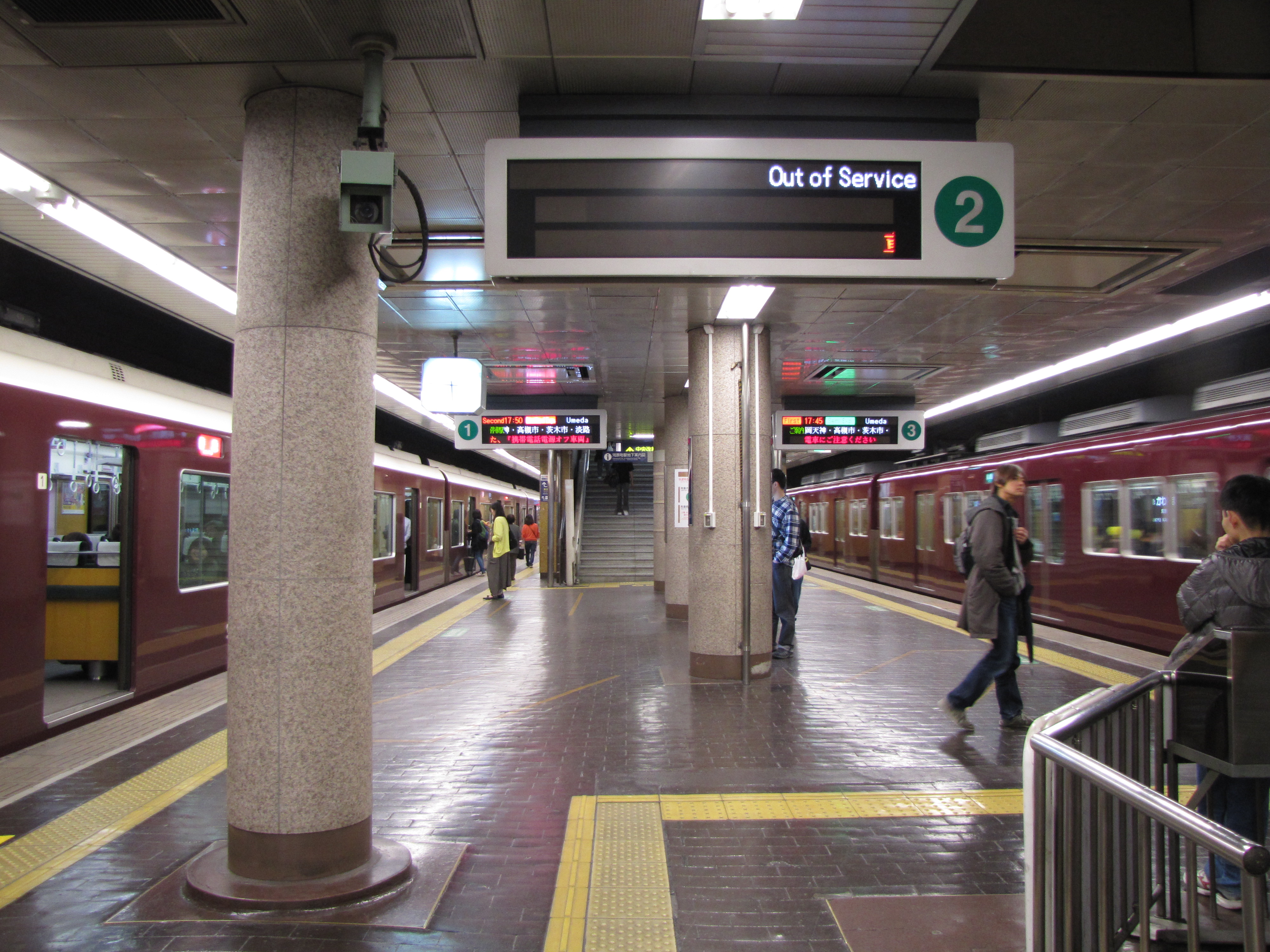
Vue de la gare souterraine

### Accueil
La gare, située en souterrain, est ouverte tous les jours.

### Desserte
- Ligne Kyoto :
  - voies 1 à 3 : direction Katsura et Osaka-Umeda

### Intermodalité
La gare de Gion-Shijō sur la ligne principale Keihan est située à 200 m à l'est de la gare.